# 侯融
侯融（？—920年代），五代十国时南漢官员。
侯融在高祖劉龑時擔任著作郎，他為人慷慨、上朝會直言。當時劉龑出兵攻打未臣服的州寨，故以用兵得宜自負；之後劉龑打算北伐，侯融上諫嶺南久經戰事，百姓生活艱苦，建議劉龑休養生息。劉龑聽取了他的建議，因此乾亨年間太平無戰事。
侯融逝世後，南漢在白藤江之戰大敗，劉龑的兒子交王劉弘操戰死。劉龑將原因歸咎於侯融，認為軍事不振是他的建議所致，下令剖棺暴屍。